# STEVE NAKAMURA
STEVE NAKAMURA（スティーブ・ナカムラ、1973年 - ）は、クリエイティブディレクター、アートディレクター、グラフィックデザイナー。アメリカ・ロサンゼルス生まれ。セントラル・セント・マーチンズ・カレッジ・オブ・アート・アンド・デザイン卒業。東京で活動。
主な広告キャンペーンのクリエイティブディレクションは、NIKE、IKEA、Google、HP、Amazonなどを担当。
2015年から2019年までラフォーレ原宿の年間広告メインビジュアルのアートディレクターを担当。2018年に「LA40RET 40TH ANNIVERSARY」の年間広告メインビジュアルをアートディレクションした。
きゃりーぱみゅぱみゅのCDジャケットは、デビューの2011年から2016年までアートディレクションを担当。また、2016年に作品集『KYARY PAMYU PAMYU ARTWORKS 2011-2016・STEVE NAKAMURA』を『アイデア』（誠文堂新光社）特別編集「きゃりーの個性にどうコミットし、時代を象徴するアイコニックなビジュアル表現を生みだしてきたのか、STEVE NAKAMURA本人による各アートワークの解説テキストほか、STEVE・きゃりー両者へのインタビューテキストを収録。」2016年12月16日～25日にラフォーレミュージアム原宿で展示会を実施した。また、2017年8月12日～10月1日に「KYARY PAMYU PAMYU ARTWORK EXHIBITION 2011-2016 IN TAIPEI」を台北の華山 1914文化創意產業園區でも展示会を実施した。
2014年から『Time Out Tokyo』の表紙のアートディレクターを務める。
タイアップは、DYSON「クリエイターX "光" 記事広告」、ソニー「KIDSTONE STUDY LABO ＜アート&プログラミング＞ PRODUCED BY STEVE NAKAMURA」、「DISNEY MICKEY MOUSE 90TH ANNIVERSARY COLLECTION X STEVE NAKAMURA POP UP SHOP」 
など。
2016年に写真集『NEARLY ETERNAL』をフォトグラファーNORBERT SCHOERNERとCLAIRE DE ROUEN BOOKSより刊行。「本書は食べ物に関する写真集で、主にプラスチックで出来た食品サンプルで構成することで料理本の信憑性に挑戦し、現実とフィクションの微妙な境界線を探った一冊となっている。」写真集のローンチをロンドンのセルフリッジズで開催した。2017年5月に写真集の展示をBOOKMARC（MARC JACOBS）で開催した。
T: THE NEW YORK TIMES STYLE MAGAZINE、WALLPAPER*(UK)、アイデア雑誌、NOWNESSなどにも作品が掲載された。

## 主な作品
- NIKE 広告キャンペーン
- NIKExGIANTS 広告キャンペーン
- ラフォーレ原宿 「年間広告メインビジュアル 2015年～2019年」「LA40RET 40TH ANNIVERSARY 年間広告メインビジュアル 」「グランバザール」[11]
- GOOGLE 広告キャンペーン
- IKEA 広告キャンペーン[12]
- HP OMEN KOREA、HP OMEN JAPAN、HP CPS 広告キャンペーン
- AMAZON USA ラグジュアリー・Eコマースのブランディング
- NETFLIX 広告キャンペーン
- SHISEIDO 広告キャンペーン、ブランディング
- INSTAGRAM 広告キャンペーン
- EVIAN 広告キャンペーン
- PARCO TV広告キャンペーン、ポスター
- PANASONIC 広告キャンペーン
- SEIKO 広告キャンペーン
- TIME OUT TOKYO 表紙アートディレクション 2号～
- 「NEARLY ETERNAL・STEVE NAKAMURA／NORBERT SCHOERNER」写真集 CHANCE PUBLISHING, THE IMPRINT OF CLAIRE DE ROUEN BOOKS ISBN 9780992849924
- きゃりーぱみゅぱみゅ CDジャケット 2011年～2016年
- 「KYARY PAMYU PAMYU ARTWORKS 2011-2016・STEVE NAKAMURA」作品集 アイデア・特別編集／誠文堂新光社 ISBN 9784416716724

## 関連記事
- idea アイデア「きゃりーぱみゅぱみゅアートワークス 2011-2016 | STEVE NAKAMURA」2016-12
- idea アイデア 361「きゃりーぱみゅぱみゅグラフィックス: STEVE NAKAMURA」2013-11
- T: THE NEW YORK TIMES STYLE MAGAZINE「A Subversive, Uncanny Look at Food」2016-1
- Wallpaper*「'Nearly Eternal': food-art that's too good to eat」2015-10
- +81: Vol.75「Japan Graphics issue STEVE NAKAMURA」2017-3
- TIME OUT TOKYO「インタビュー：STEVE NAKAMURA」2016-12
- NOWNESS「A first look at a new book from Norbert Schoerner and Steve Nakamura」2015-12

## 脚註
1. ↑  LAFORET PAPER「ART & DESIGN: STEVE NAKAMURA ラフォーレ原宿のフィロソフィーを体現するアートディレクター」2016-3
2. ↑  WWD JAPAN「ラフォーレ原宿がトンでる40周年広告ビジュアルを公開」誠文堂新光社、INFAS PUBLICATIONS、2018-2
3. ↑  『アイデア』NO.361「インタビュー：きゃりーぱみゅぱみゅグラフィックス」（誠文堂新光社、2013-11）
4. ↑  idea アイデア 特別編集 「きゃりーぱみゅぱみゅアートワークス 2011-2016 | STEVE NAKAMURA」 誠文堂新光社、2016-12
5. ↑  『アイデア』「きゃりーぱみゅぱみゅの世界を体感できるアートワーク展が台湾・台北にて開催決定」誠文堂新光社、2017-7
6. ↑  「生活に豊かさをもたらすクリエイター的"光"の使い方 」、2018-7
7. ↑  「KIDSTONE STUDY LABO＜アート＆プログラミング＞ Produced by STEVE NAKAMURA 」、2018-9
8. ↑  IMA 「食品サンプルで境界線を探る、スティーブ・ナカムラ＆ノーバート・ショルナー「NEARLY ETERNAL」展」2017-5
9. ↑  T: THE NEW YORK TIMES STYLE MAGAZINE「A Subversive, Uncanny Look at Food」2016-1
10. ↑  MARC JACOBS 「BOOKMARC x STEVE NAKAMURA x NORBERT SCHOERNER」2017-5
11. ↑  COMMERCIAL PHOTO「インタビュー：ファッションが完成するプロセスをビジュアル化した」GENKOSHA、2012-4
12. ↑  WWD JAPAN「「イケア」がど迫力の没入サイネージ展開、ラフォーレ原宿や新宿駅、渋谷駅などで」誠文堂新光社、INFAS PUBLICATIONS、2024-7